# W. Patrick McCray
W. Patrick McCray (né en 1967) est historien, enseignant à l'Université de Californie à Santa Barbara. Il travaille sur l'histoire des sciences et l'histoire de la technologie.

## Biographie
McCray grandit dans la campagne du sud-ouest de la Pennsylvanie et effectue ensuite des études supérieures à l'Université de l'Arizona où il obtient un doctorat en 1996. Il est l'auteur ou l'éditeur de plusieurs ouvrages sur l'histoire des sciences et des technologies, sur les effets de la technologie sur la pratique astronomique, les activités des scientifiques amateurs pendant la guerre froide et les activités des scientifiques qui ont promu des visions radicales de l'avenir technologique. Plus récemment, McCray a écrit sur les interactions entre l'art et la technologie. son dernier livre, intitulé Making Art Work, parait en 2020 et documente les interactions entre ingénieurs et artistes des années 1960 à nos jours.
Avant cela, dans son livre de 2013 The Visioneers, McCray présente le concept de « visionnaire » en tant qu'acteur historique. Le livre remporte le prix Watson Davis et Helen Miles Davis 2014 de la History of Science Society.
En 2005, McCray cofonde le Center for Nanotechnology in Society  grâce à une subvention de la National Science Foundation. Jusqu'en 2016, il dirige un groupe de recherche axé sur l' histoire des nanotechnologies. En 2011, il est élu membre de l'American Association for the Advancement of Science et, en 2013, de l'American Physical Society.

## Travaux
- Glassmaking in Renaissance Venice, 1999, Ashgate.
- Giant Telescopes: Astronomical Ambitions and the Promise of Technology, 2004, Harvard University Press.
- Keep Watching the Skies: The Story of Operation Moonwatch and the Dawn of the Space Age, 2008, Princeton University Press.
- The Visioneers. How a Group of Elite Scientists Pursued Space Colonies, Nanotechnologies, and a Limitless Future . 2012, Presses universitaires de Princeton, (ISBN 978-0-691-13983-8) .
- Groovy Science: Knowledge, Innovation, and American Counterculture, co-édité avec David Kaiser, 2016, University of Chicago Press, (ISBN 9780226372914)
- Making Art Work: How Cold War Engineers and Artists Forged a New Creative Culture , 2020, MIT Press.